# Złota Muszla
Złota Muszla (hiszp. Concha de Oro; bask. Urrezko Maskorra) – główna nagroda przyznawana przez jury Międzynarodowego Festiwalu Filmowego w San Sebastián dla najlepszego filmu w konkursie głównym.
Nazwa nagrody funkcjonuje od 1957. W latach 1953–1954 nosiła przejściowo miano Wielkiej Nagrody (hiszp. Gran Premio), a w latach 1955–1956 Srebrnej Muszli.

## Statystyki
Najwięcej filmów wyróżnionych Złotą Muszlą pochodziło z Hiszpanii (16) oraz ze Stanów Zjednoczonych (13). Na przestrzeni lat nagrodzono siedem filmów wyreżyserowanych przez kobiety – wyróżnione reżyserki to Diane Kurys, Yeşim Ustaoğlu, Mariana Rondón, Dea Kulumbegaszwili, Alina Grigore, Laura Mora Ortega i Jaione Camborda.
Jak dotychczas pięciu reżyserów uhonorowano Złotą Muszlą dwukrotnie. Do elitarnego grona podwójnych zwycięzców należą:
- Amerykanin Francis Ford Coppola – nagrody za filmy Deszczowi ludzie (1969) i Rumble Fish (1984)
- Hiszpan Manuel Gutiérrez Aragón – za filmy Demony w ogrodzie (1982) i Połowa nieba (1986)
- Hiszpan Imanol Uribe – za filmy Policzone dni (1994) i Bwana (1996)
- Meksykanin Arturo Ripstein – za filmy Początek i koniec (1993) i Zguba mężczyzn (2000)
- Irańczyk Bahman Ghobadi – za filmy Gdyby żółwie mogły latać (2004) i Półksiężyc (2006)
- Hiszpan Isaki Lacuesta – za filmy Podwójne ślady (2011) i Między morzem a oceanem (2018).

Polscy twórcy filmowi trzykrotnie zdobywali w San Sebastián Złotą Muszlę. Byli to: Tadeusz Chmielewski za film Ewa chce spać (1958), Andrzej Wajda za Dyrygenta (1980) i Radosław Piwowarski za Yesterday (1985).
Zestawienie państw, których filmy zdobywały Złotą Muszlę, analogiczną Wielką Nagrodę (Gran Premio, 1953–1954) lub Srebrną Muszlę (1955–1956), przedstawia się następująco (stan na październik 2024):
| Państwo           | Złota Muszla |
| ----------------- | ------------ |
| Hiszpania         | 16           |
| Stany Zjednoczone | 13           |
| Włochy            | 7            |
| Francja           | 6            |
| Wielka Brytania   | 4            |
| Iran              | 3            |
| Polska            | 3            |
| ZSRR              | 3            |
| Argentyna         | 2            |
| Chiny             | 2            |
| Czechosłowacja    | 2            |
| Meksyk            | 2            |
| Boliwia           | 1            |
| Brazylia          | 1            |
| Chile             | 1            |
| Czechy            | 1            |
| Gruzja            | 1            |
| Irlandia          | 1            |
| Islandia          | 1            |
| Kanada            | 1            |
| Kolumbia          | 1            |
| Niemcy            | 1            |
| Palestyna         | 1            |
| Rumunia           | 1            |
| Turcja            | 1            |
| Wenezuela         | 1            |

## Laureaci Złotej Muszli
Następujące filmy zdobyły główną nagrodę w konkursie głównym festiwalu:
| Rok  | Film | Reżyseria               | Kraj pochodzenia   |
| ---- | --- | ----------------------- | ------------------ |
| 1953 | Wojna boża (La guerra de Dios) | Rafael Gil              | Hiszpania*         |
| 1954 | Przeklęta góra (Sierra maldita) | Antonio del Amo         | Hiszpania          |
| 1955 | Dni miłości (Giorni d’amore) | Giuseppe De Santis      | Włochy*            |
| 1956 | Czerwony sygnał (Il ferroviere) | Pietro Germi            | Włochy             |
| 1957 | Babcia Sabella (La nonna Sabella)                                                                                                   | Dino Risi               | Włochy             |
| 1958 | Ewa chce spać | Tadeusz Chmielewski     | Polska*            |
| 1959 | Historia zakonnicy (The Nun's Story)                                                                                                | Fred Zinnemann          | Stany Zjednoczone* |
| 1960 | Romeo, Julia i ciemność (Romeo, Julie a tma)                                                                                        | Jiří Weiss              | Czechosłowacja*    |
| 1961 | Dwa oblicza zemsty (One-Eyed Jacks)                                                                                                 | Marlon Brando           | Stany Zjednoczone  |
| 1962 | Wyspa Artura (L’isola di Arturo) | Damiano Damiani         | Włochy             |
| 1963 | Człowiek mafii (Mafioso) | Alberto Lattuada        | Włochy             |
| 1964 | Ameryka, Ameryka (America, America)                                                                                                 | Elia Kazan              | Stany Zjednoczone  |
| 1965 | Złota reneta (Zlatá reneta) | Otakar Vávra            | Czechosłowacja     |
| 1965 | Miraż (Mirage) | Edward Dmytryk          | Stany Zjednoczone  |
| 1966 | Byłam tutaj szczęśliwa (I Was Happy Here)                                                                                           | Desmond Davis           | Wielka Brytania*   |
| 1967 | Dwoje na drodze (Two for the Road)                                                                                                  | Stanley Donen           | Stany Zjednoczone  |
| 1968 | Kres długiego dnia (The Long Day’s Dying)                                                                                           | Peter Collinson         | Wielka Brytania    |
| 1969 | Deszczowi ludzie (The Rain People)                                                                                                  | Francis Ford Coppola    | Stany Zjednoczone  |
| 1970 | Śmiertelne lato (Ondata di calore)                                                                                                  | Nelo Risi               | Włochy             |
| 1971 | Kolano Klary (Le genou de Claire)                                                                                                   | Éric Rohmer             | Francja*           |
| 1972 | Kryształowy dom (The Glass House)                                                                                                   | Tom Gries               | Stany Zjednoczone  |
| 1973 | Duch roju (El espíritu de la colmena)                                                                                               | Víctor Erice            | Hiszpania          |
| 1974 | Badlands | Terrence Malick         | Stany Zjednoczone  |
| 1975 | Kłusownicy (Furtivos) | José Luis Borau         | Hiszpania          |
| 1976 | Tabor wędruje do nieba (Табор уходит в небо / Tabor uchodit w niebo)                                                                | Emil Loteanu            | ZSRR*              |
| 1977 | Niedokończony utwór na pianolę (Неоконченная пьеса для механического пианино / Nieokonczennaja pjesa dlia miechaniczeskogo pianino) | Nikita Michałkow        | ZSRR               |
| 1978 | Alambrista! | Robert M. Young         | Stany Zjednoczone  |
| 1979 | Jesienny maraton (Осенний марафон / Ossienij marafon)                                                                               | Gieorgij Danelija       | ZSRR               |
| 1980 | Dyrygent | Andrzej Wajda           | Polska             |
| 1981 | Historia zwykłego szaleństwa (Storie di ordinaria follia)                                                                           | Marco Ferreri           | Włochy             |
| 1982 | Demony w ogrodzie (Demonios en el jardín)                                                                                           | Manuel Gutiérrez Aragón | Hiszpania          |
| 1983 | Od pierwszego wejrzenia (Coup de foudre)                                                                                            | Diane Kurys             | Francja            |
| 1984 | Rumble Fish | Francis Ford Coppola    | Stany Zjednoczone  |
| 1985 | Yesterday | Radosław Piwowarski     | Polska             |
| 1986 | Połowa nieba (La mitad del cielo)                                                                                                   | Manuel Gutiérrez Aragón | Hiszpania          |
| 1987 | Wesele w Galilei (عرس الجليل / Urs al-jalil)                                                                                        | Michel Khleifi          | Palestyna*         |
| 1988 | Na czarnym wzgórzu (On the Black Hill)                                                                                              | Andrew Grieve           | Wielka Brytania    |
| 1989 | Homer i Eddie (Homer and Eddie) | Andriej Konczałowski    | Stany Zjednoczone  |
| 1989 | Tajemny naród (La nación clandestina)                                                                                               | Jorge Sanjinés          | Boliwia*           |
| 1990 | Listy od Alou (Las cartas de Alou)                                                                                                  | Montxo Armendáriz       | Hiszpania          |
| 1991 | Skrzydła motyla (Alas de mariposa)                                                                                                  | Juanma Bajo Ulloa       | Hiszpania          |
| 1992 | Własny kawałek świata (Un lugar en el mundo)                                                                                        | Adolfo Aristarain       | Argentyna*         |
| 1993 | Początek i koniec (Principio y fin)                                                                                                 | Arturo Ripstein         | Meksyk*            |
| 1993 | Sara | Dariush Mehrjui         | Iran*              |
| 1994 | Policzone dni (Días contados) | Imanol Uribe            | Hiszpania          |
| 1995 | Muzeum Margaret (Margaret’s Museum)                                                                                                 | Mort Ransen             | Kanada*            |
| 1996 | Bwana | Imanol Uribe            | Hiszpania          |
| 1996 | Trojan Eddie | Gillies Mackinnon       | Irlandia*          |
| 1997 | Francuska ruletka (Rien ne va plus)                                                                                                 | Claude Chabrol          | Francja            |
| 1998 | Wiatrem przeminęło z... (El viento se llevó lo que)                                                                                 | Alejandro Agresti       | Argentyna          |
| 1999 | Co to za życie? (C'est quoi la vie?)                                                                                                | François Dupeyron       | Francja            |
| 2000 | Zguba mężczyzn (La perdición de los hombres)                                                                                        | Arturo Ripstein         | Meksyk             |
| 2001 | Taksówka dla trzech (Taxi para tres)                                                                                                | Orlando Lübbert         | Chile*             |
| 2002 | Poniedziałki w słońcu (Los lunes al sol)                                                                                            | Fernando León de Aranoa | Hiszpania          |
| 2003 | Strach przed strzelaniem (Schussangst)                                                                                              | Dito Cincadze           | Niemcy*            |
| 2004 | Gdyby żółwie mogły latać (کیسەڵەکانیش دەفڕن / Lakposhtha parvaz mikonand)                                                           | Bahman Ghobadi          | Iran               |
| 2005 | Szczęście (Štěstí) | Bohdan Sláma            | Czechy*            |
| 2006 | Półksiężyc (Niwemang) | Bahman Ghobadi          | Iran               |
| 2006 | Mój syn i ja (Mon fils à moi) | Martial Fougeron        | Francja            |
| 2007 | Tysiąc lat żarliwych modlitw (A Thousand Years of Good Prayers)                                                                     | Wayne Wang              | Stany Zjednoczone  |
| 2008 | Puszka Pandory (Pandora'nın Kutusu)                                                                                                 | Yeşim Ustaoğlu          | Turcja*            |
| 2009 | Miasto życia i śmierci (南京! 南京! / Nanjing! Nanjing!)                                                                            | Lu Chuan                | Chiny*             |
| 2010 | Chuligani (Neds) | Peter Mullan            | Wielka Brytania    |
| 2011 | Podwójne ślady (Los pasos dobles)                                                                                                   | Isaki Lacuesta          | Hiszpania          |
| 2012 | U niej w domu (Dans la maison) | François Ozon           | Francja            |
| 2013 | Zła fryzura (Pelo malo) | Mariana Rondón          | Wenezuela*         |
| 2014 | Magical Girl | Carlos Vermut           | Hiszpania          |
| 2015 | Wróble (Þrestir) | Rúnar Rúnarsson         | Islandia*          |
| 2016 | Pani Bovary to nie ja (我不是潘金莲 / Wo bu shi Pan Jin Lian)                                                                       | Feng Xiaogang           | Chiny              |
| 2017 | The Disaster Artist (The Disaster Artist)                                                                                           | James Franco            | Stany Zjednoczone  |
| 2018 | Między morzem a oceanem (Entre dos aguas)                                                                                           | Isaki Lacuesta          | Hiszpania          |
| 2019 | Pacificado | Paxton Winters          | Brazylia*          |
| 2020 | Początek (დასაწყისი / Dasackisi) | Dea Kulumbegaszwili     | Gruzja*            |
| 2021 | Błękitny księżyc (Crai nou) | Alina Grigore           | Rumunia*           |
| 2022 | Królowie świata (Los reyes del mundo)                                                                                               | Laura Mora Ortega       | Kolumbia*          |
| 2023 | Róg (O corno) | Jaione Camborda         | Hiszpania          |
| 2024 | Popołudnia samotności (Tardes de soledad)                                                                                           | Albert Serra            | Hiszpania          |

*Pierwsza wygrana dla danej kinematografii.